# Ніколаос Макарезос
Ніколаос Макарезос, грец. Νικόλαος Μακαρέζος (1919, село Гравія, Фокида, Греція — 3 серпня 2009) — грецький військовий діяч, один з лідерів грецької хунти «чорних полковників».

## Біографія
Ніколаос Макарезос народився в 1919 році в селі Гравія (префектура Фокида). Після завершення освіти в Ламії він вступає в 1937 році до військової школи, яку закінчив у 1940 році, здобувши звання другого лейтенанта артилерії. Він служить в 1-му полку важкої артилерії. Бере участь у італо-грецькій війні і битві за Грецію; внаслідок цього він служить у збройних силах грецького Уряду у вигнанні. Після війни він закінчив навчання в артилерійському училищі Мегало Пефко, де він пізніше викладав. Навчався в артилерійській школі Бабенхаузена в Західній Німеччині, вивчав економіку і політичні науки. У 1962–1965 роках Макарезос військовий аташе в посольствах в Бонні.
Ніколаос Макарезос особливо відзначився під час Другої світової війни. Після війни познайомився з полковником Георгіосом Пападопулосом, майбутнім лідером змови військових. Пізніше до них приєднався бригадний генерал Стиліанос Паттакос. Разом вони спланували і здійснили 21 квітня 1967 року державний переворот, усунувши від влади уряд Панайотіса Канеллопулоса.
Макарезос обіймав посаду віце-голови грецької хунти у 1967–1974 роках, ніс відповідальність за національну економіку. Після падіння хунти в липні 1974 року Макарезос був заарештований і відправлений на острів Кеа. Його було засуджено за державну зраду і заколот до смертної кари, яку згодом замінили довічним ув'язненням.
Макарезос з 1990 року був переведений під домашній арешт через проблеми зі здоров'ям. Він стверджував, що шкодує про свої дії, однак все ще пишається економічними досягненнями хунти.
Помер Ніколаос Макарезос 3 серпня 2009 року в Афінах на 90-му році життя.